# Ooctonus woolleyi
Ooctonus woolleyi (лат.) — вид паразитических насекомых-халицид (Chalcidoidea) из семейства Mymaridae. Эндемик Мексики.

## Распространение
Мексика (Guerrero, Michoacán, Oaxaca).

## Описание
Перепончатокрылые насекомые микроскопического размера тёмно-коричневого цвета. Длина тела 1,4—1,5 мм. Длина брюшка с яйцекладом — 506—619 мкм, ширина головы — 311—364 мкм, передние крылья — 1380—1862 мкм, задние крылья — 1062—1400 мкм. Жгутик усика самок содержит 8 члеников-флагелломеров, конечный членик самый крупный образует булаву (с педицеллюсом, аннулюсом и скапусом в усике 11 сегментов). Длина скапуса 218—322 мкм, жгутика — 480—743 мкм, педицеллюса — 68—80 мкм. 
Лапки 5-члениковые. петиоль Крылья с сильно редуцированным жилкованием, ячейки отсутствуют. Петиоль короче по длине, чем задние тазик и вертлуг вместе взятые. Хозяин на котором паразитируют эти наездники неизвестен, но предположительно, как и другие виды своего рода они яйцевые паразитоиды равнокрылых насекомых (цикадок из семейств Cicadellidae и Cercopidae).

## Этимология
Вид был впервые описан в 2013 году канадским энтомологом Джоном Губером (Huber, J. T.; Natural Resources Canada c/o Canadian National Collection of Insects, Оттава, Канада) и назван в честь Джима Вулли (Jim Woolley, Texas A&M University, США), собравшего часть типовой коллекции.